# Chiesa di San Filippo (Montecarotto)
La chiesa di San Filippo, anticamente detta di Santa Maria delle Grazie, è un edificio religioso di Montecarotto.

## Storia

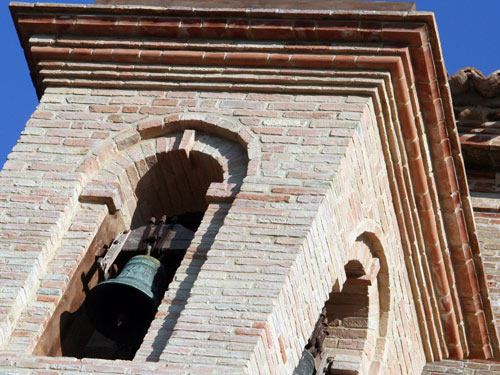
Chiesa di Santa Maria delle Grazie di Montecarotto dettaglio del campanile

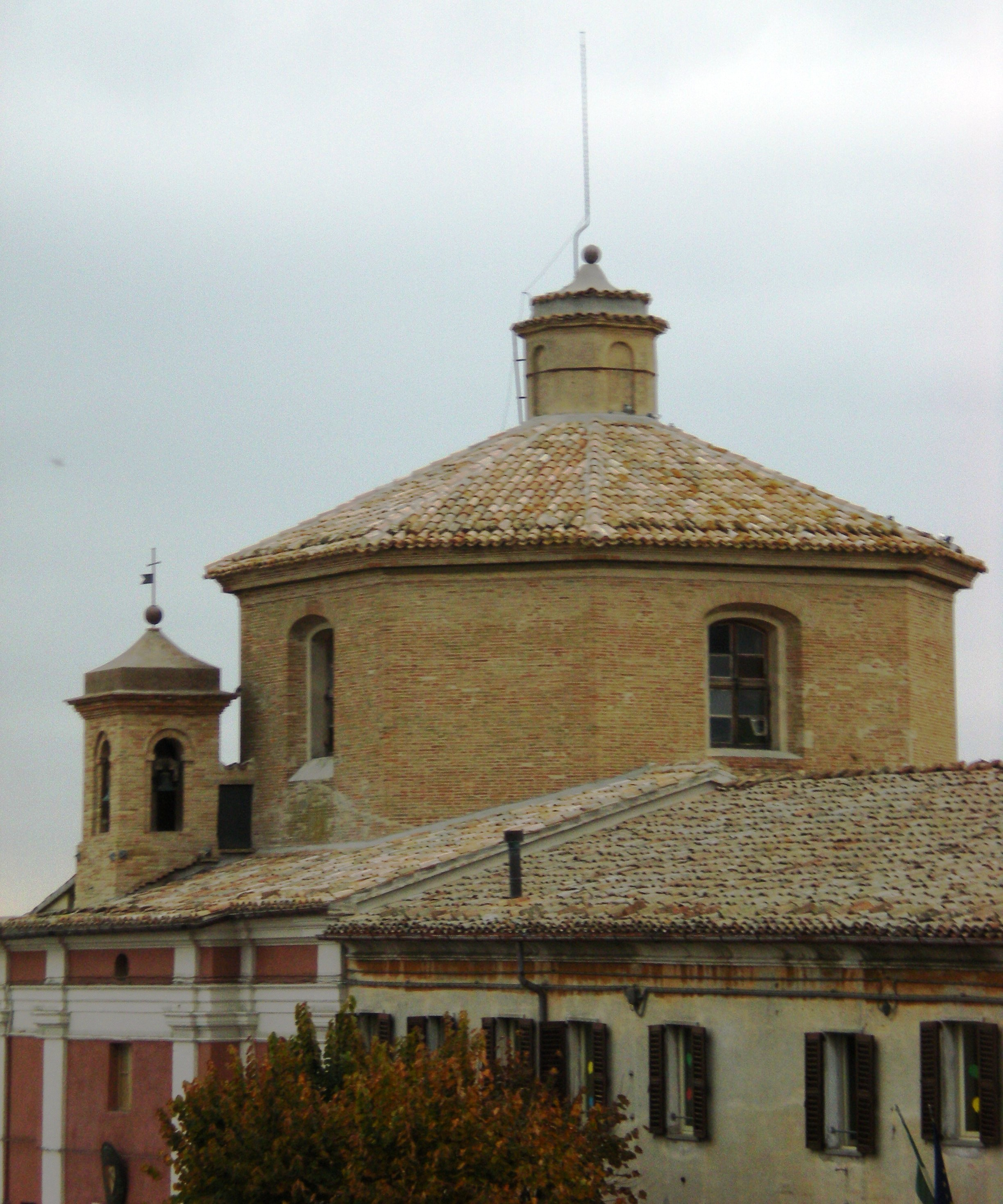
Cupola e campanile della Chiesa di Santa Maria delle Grazie di Montecarotto.

L'origine della sua costruzione è dovuta alla pestilenza scoppiata a Jesi e nel contado nel 1456. Allora la popolazione di Jesi invocò la Vergine presso un'edicola posta fuori dalla città e costruì una cappella che venne intitolata alla Madonna della Misericordia, poi Madonna delle Grazie. In tutto il contado in quel periodo e per la stessa causa fuori dal pomerio e vicino alla porta principale venne eretta una chiesa a lei intitolata. Anche a Montecarotto venne edificata una chiesa e l'antico nome era quello di Santa Maria delle Grazie. Venne edificata dalla confraternita di Santa Maria e la sua fondazione risale agli inizi del Cinquecento. Alla stessa confraternita ne era affidata la gestione e la custodia. All'interno era originariamente conservata la tela che la comunità montecarottese nel 1561 commissionò ad Antonuccio da Jesi della famiglia degli Aquilini figlio di Andrea da Jesi rappresentante La Madonna delle Grazie che con il suo manto protegge il popolo di Dio. Nel 1653 la chiesa venne affidata ai sacerdoti della congregazione oratoriana che la intitolarono a San Filippo Neri. La chiesa originaria era diversa da quella attuale: l'edificio era a pianta rettangolare e il piano di calpestio era molto più basso dell'attuale, probabilmente si trovava al livello dell'attuale piano stradale. La chiesa venne poi ricostruita nelle forme attuali con pianta circolare e tre altari all'inizio del secolo XVIII probabilmente intorno al 1710. Promotrici della nuova edificazione della chiesa e dell'annesso monastero femminile furono le suore carmelitane che già dal 1670 su sollecitazione e con l'aiuto prima del cardinale Cybo e poi del suo discepolo cardinale Pier Matteo Petrucci erano presenti in una casa vicina alla vecchia chiesa. La chiesa era ornata dal quadro dell'Aquilini, dalla tela che raffigura La Madonna del Carmelo del 1678 di Giacomo Pincellotti e dalla Madonna con Bambino e i Santi Francesco, Giuseppe e Agostino di Ercole Ramazzani, inoltre le suore fecero dipingere quattro medaglioni sotto la volta della cupola della chiesa raffiguranti storie di Santa Teresa, Sant'Elia e di San Giovanni della Croce. Nel 2006 è stato posto in opera dall'amministrazione pubblica un importante piano di restauro che ha riguardato il rifacimento della copertura del tetto, della cupola ottagonale, della lanterna, del restauro del campanile, e del ripristino della facciata della chiesa con il recupero dei colori originali. L'interno della chiesa è in attesa di restauro.
Opere d'arte presenti al suo interno:
- Organo di Sebastiano Vici risalente al 1830.